# 慶祿
慶祿（？—？）是满洲镶黄旗人，嘉庆十九年三甲同进士出身，之后任工部学习主事。道光六年任陝西潼商道；道光十一年改任喀什噶爾辦理糧務；道光十四年署理陕西布政使；道光十五年升任驻藏帮办大臣兼正黄旗蒙古副都统；道光十六年任贵州布政使。